# Округ Талса (Оклахома)
Тулса (енгл. Tulsa County) је округ у америчкој савезној држави Оклахома.

## Демографија
По попису из 2010. године број становника је 603.403, што је 40.104 (7,1%) становника више него 2000. године.
| Група             | 2000.           | 2010.           |
| Белци             | 408.149 (72,5%) | 393.401 (65,2%) |
| Афроамериканци    | 61.656 (10,9%)  | 64.779 (10,7%)  |
| Азијати           | 9.120 (1,6%)    | 14.066 (2,3%)   |
| Хиспаноамериканци | 33.616 (6,0%)   | 66.582 (11,0%)  |
| Укупно            | 563.299         | 603.403         |